# Tommy Burleson
Tommy Loren Burleson (Crossnore, Carolina do Norte), 24 de fevereiro de 1952)  é um ex basquetebolista estadunidense que disputou sete temporadas na NBA. Com 2,18 metros de altura, jogava na posição de pivô.

## Trajetória esportiva

### Universidade
Jogou durante 4 temporadas com os Wolfpack da Universidade Estadual da Carolina do Norte, onde coincidiu com David Thompson, e junto a ele conseguiram destronar à até então invencível UCLA, ganhando o campeonato da NCAA em 1974. Durante sua estadia na equipe foi eleito em duas ocasiões como melhor jogador da Atlantic Coast Conference, em 1973 e 1974, e no melhor quinteto da Final Four da NCAA em 1974. Sua defesa sobre a estrela dos Bruins, Bill Walton, foi decisiva para a consecução do título.
Em seus quatro anos nos Wolfpack obteve 19,1 pontos e 12,7 rebotes por partida.

### Seleção nacional
Foi convocado com a seleção de basquete de Estados Unidos para disputar os Jogos Olímpicos de Munique 1972, participando por tanto na polêmica final que acabou com o triunfo da União Soviética no último segundo. Posteriormente ganharia o ouro na Universíada de 1973, disputada precisamente em Moscou.

### Profissional
Foi eleito na terceira posição do Draft da NBA de 1965 por Seattle Supersonics, sendo eleito em sua primeira temporada no Melhor quinteto de rookies, depois de registrar 10,1 pontos e 7,0 rebotes por partida. Sob a direção de Bill Russell no banco, Burleson jogou suas melhores temporadas na liga profissional, chegando em sua segunda temporada a conseguir 15,6 pontos, 9 rebotes e 1,8 tocos por encontro. Depois de três temporadas nos Sonics, foi transferido para o Kansas City Kings, onde uma inoportuna lesão em seu joelho fez que seus aparecimentos na quadra fossem a cada vez menores, se perdendo um grande número de partidas. Na temporada 1980-81 foi de novo transferido ao Atlanta Hawks, onde mal pôde disputar 31 partidos dantes de se aposentar definitivamente nesse mesmo ano, com tão só 28 anos, do basquete profissional.
No total de sua curta carreira profissional obteve 9,4 pontos, 6,3 rebotes e 1,3 tocos por partida.

#### Equipes
- Seattle Supersonics (1974-1977)
- Kansas City Kings (1977-1980)
- Atlanta Hawks (1980-1981)